# Sljeme (Medvednica)
Sljeme je z 1030 m nadmorske višine najvišji vrh hrvaške planine Medvednice. 
Sljeme je ena od najbolj priljubljenih izletniških točk zagrebčanov. Do vrha vodi asfaltna cesta in več planinskih poti. Na vrhu stoji leta 1973 zgrajeni 145 m visok televizijski oddajniški stolp. Leta 1963 je bila na Sljeme zgrajena kabinska žičnica, ki je obratovala do 1. julija 2007, ko je bila zaradi okvare ustavljena. Na nagnjenem svetu pod vrhom gore zahodno od Tomislavovega planinskega doma je bil 2. julija 1939 ustanovljen Planinski botanični vrt na Sljemenu, ki pa je sedaj zapuščen.  

## Galerija
- Stara žičnica na Sljeme
- Cesta na Sljeme, v ozadju TV oddajnik
- Umetniška inštalacija - kabina stare žičnice na Sljeme